# Rubus orbus
Rubus orbus är en rosväxtart som beskrevs av William Charles Richard Watson. Rubus orbus ingår i släktet rubusar, och familjen rosväxter. Inga underarter finns listade i Catalogue of Life.